# 2715 Mielikki
2715 Mielikki (1938 US) là một tiểu hành tinh vành đai chính được phát hiện ngày 22 tháng 10 năm 1938 bởi Y. Vaisala ở Turku.